# Гринвич-стрит, 125
Гринвич-стрит, 125 — строящийся в Финансовом квартале Манхэттена небоскрёб. Расположен через дорогу от Всемирного торгового центра 5 (Либерти-стрит, 130).

## История
Здание будет построено в Финансовом районе Нижнего Манхэттена. Высота здания составит 277 м. Здание будет иметь 88 этажей.
Небоскрёб будет в двух кварталах к югу от ВТЦ 1, через дорогу от строящегося ВТЦ 5.
В июне 2016 года было завершено строительство фундамента.

## Галерея строительства

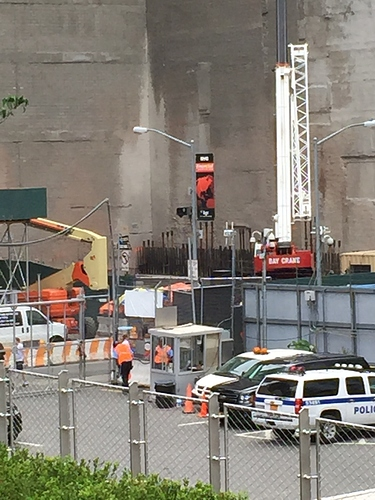
Июль 2016
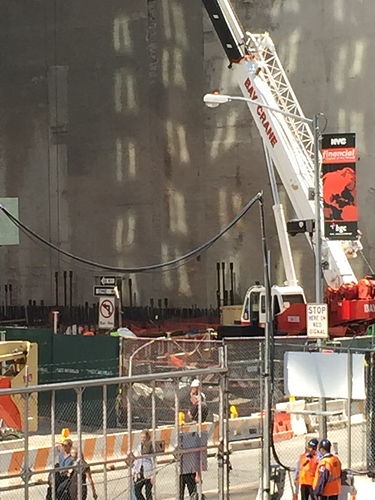
Октябрь 2016
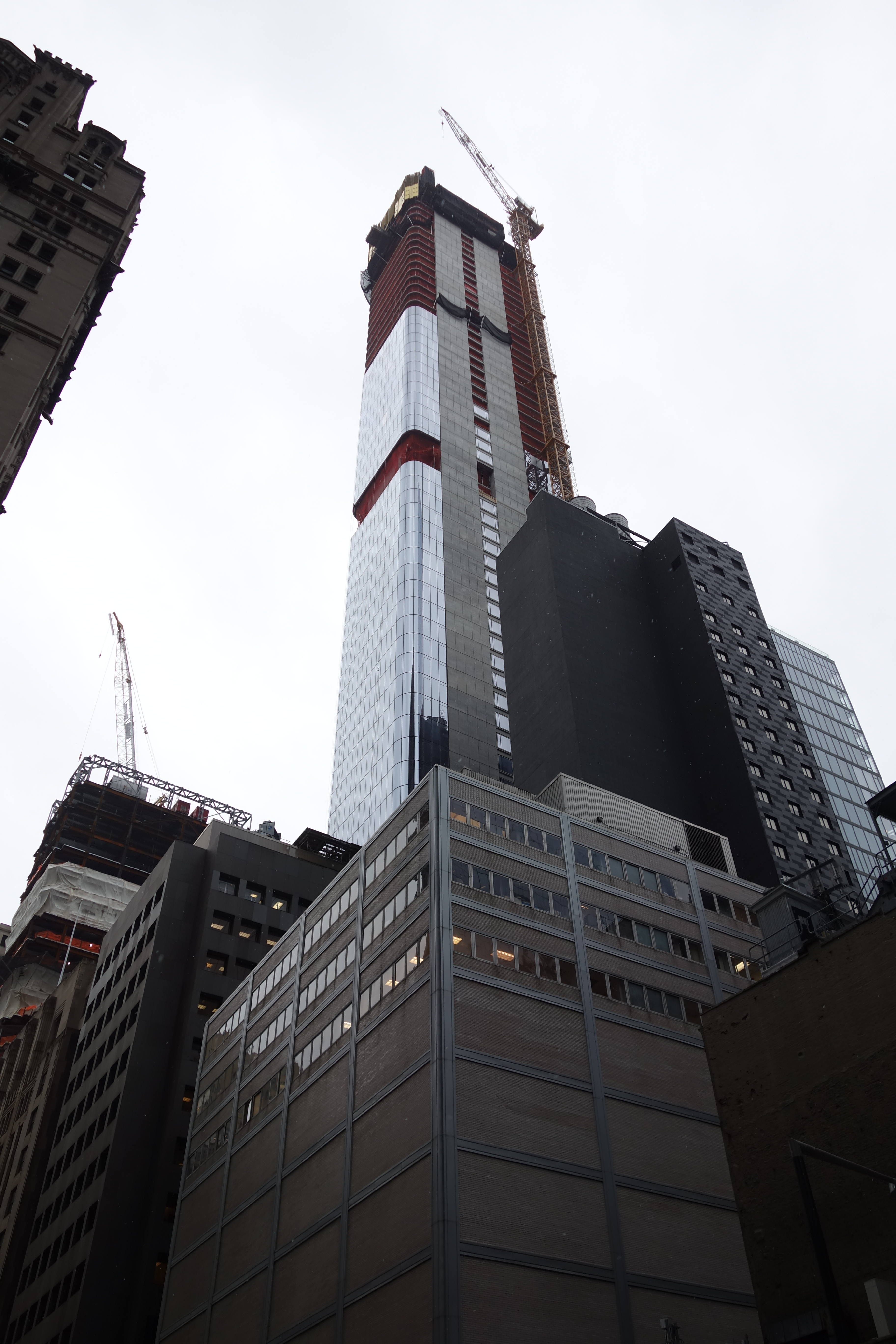
Декабрь 2018